# Карпова, Татьяна Михайловна
Татья́на Миха́йловна Ка́рпова (1916 — 2018) — советская и российская актриса театра и кино. Народная артистка СССР (1990). 

## Биография
Родилась 4 (17) января 1916 года в Харькове.
Впервые вышла на сцену в 12-летнем возрасте в спектакле «Маклена Граса» Н. Г. Кулиша в театре «Березиль» (режиссёр А. С. Курбас).
В 1932—1933 годах училась в Харьковском музыкально-театральном техникуме (Харьковское музыкальное училище имени Б. Н. Лятошинского), одновременно выступала на сцене молодёжного рабочего театра «Темафор» (Театр малых форм). 
В 1934 году сдала вступительный экзамен в школе при Московском Художественном театре втором (МХАТ II) и была принята вольнослушательницей, но через несколько месяцев была выгнана оттуда Серафимой Бирман за невыносимый харьковский говор.
В 1938 году окончила Театральное училище при Московском театре Революции (курс М. И. Бабановой).
С 1938 года — актриса Московского театра Революции (с 1954 — Московский академический театр имени Владимира Маяковского).
Лучшие роли — Сурмилова в кинооперетте «На подмостках сцены» К. К. Юдина (1956) и Клавдия Ивановна в комедии «Тёща» С. И. Сплошнова (1973).
В 2016 году актриса отмечала 100-летний юбилей в Центральном Доме актёра (ЦДА). Состоялся вечер под названием «Нескучный век Татьяны Карповой», который прошёл с участием именинницы.
Скончалась 26 февраля 2018 года в Москве на 103-м году жизни. 
Похоронена в Москве на Троекуровском кладбище.

### Личная жизнь
- первый муж (1935—1941) — Константин Кулешов, главный художник театра им. В. Маяковского
- второй муж — Сергей Арсеньевич Майоров (1903—1973), театральный режиссёр. Заслуженный деятель искусств Азербайджанской ССР (1934), заслуженный деятель искусств РСФСР (1954)
- третий муж — Дмитрий Долгопольский, директор-распорядитель театра им. В. Маяковского
- четвёртый муж — Евгений Константинович Александрович. Покончил с собой, застрелившись из ружья.

Детей не было.
Проживала в Москве, в районе станции метро «Киевская».

## Звания и награды
- заслуженная артистка РСФСР (05.11.1947)
- народная артистка РСФСР (08.03.1960) — за заслуги в области советского искусства[2]
- народная артистка СССР (25.07.1990) — за большие заслуги в развитии советского театрального искусства[3]
- Сталинская премия первой степени (1947) — за исполнение роли Любови Шевцовой в спектакле «Молодая гвардия» по А. А. Фадееву
- орден «Знак Почёта» (29.01.1954) — в связи с тридцатилетием Московского театра Драмы и отмечая заслуги работников театра в области развития советского театрального искусства[4]
- орден Почёта (03.02.1998) — за большие заслуги в развитии театрального искусства[5]
- медали

## Творчество

### Театральные работы
- «Собака на сене» Лопе де Вега — Диана де Бельфлёр[6]
- 1940 — «Простые сердца» К. Г. Паустовского — Лиза
- 1941 — «Весна в Москве» В. М. Гусева — Надя Коврова
- 1942 — «Питомцы славы» А. К. Гладкова — Шура Азарова
- «Мария Стюарт» Ф. Шиллера — Розамунда, Паж
- 1944 — «Сыновья трёх рек» В. М. Гусева — Александра
- 1944 — «Лодочница» Н. Ф. Погодина — Шура
- 1945 — «Отчий дом» В. П. Катаева — Зина
- 1945 — «Лисички» Л. Хеллман — Реджина
- 1945 — «Круг» С. Моэм — Элизабет
- 1946 — «Ленушка» Л. М. Леонова — Лена
- 1947 — «Молодая гвардия» по А. А. Фадееву — Люба Шевцова
- 1947 — «Таня» А. Н. Арбузова — Таня, Оля
- 1947 — «Великие дни» Н. Е. Вирты — Таня Шатрова
- 1948 — «Ромео и Джульетта» У. Шекспира — Дама
- 1948 — «Не от мира сего» К. Я. Финна — Елена Петровна
- 1949 — «Леди и джентльмены» Л. Хеллман — Реджина
- 1950 — «Сампаны голубой реки» В. Д. Пушкова — Натуко
- 1951 — «Яблоневая ветка» В. А. Добровольского, Я. Смоляка — Нина Воронцова
- 1951 — «Зыковы» М. Горького — Павла
- 1952 — «Третья молодость» братьев Тур — Полынцева
- 1953 — «Легенда о любви» Н. Хикмета — Мехменэ Бану
- 1954 — «Домик на окраине» А. Н. Арбузова — Любовь
- 1955 — «Персональное дело» А. П. Штейна — Малютина
- «Гамлет» У. Шекспира — Гертруда
- 1956 — «Аристократы» Н. Ф. Погодина — Сонька
- 1956 — «Гостиница „Астория“» А. П. Штейна — Линда
- 1959 — «За час до рассвета» А. А. Галича — Варя Калинникова
- 1959 — «Весенние скрипки» А. П. Штейна — Алевтина Николаевна
- 1960 — «Мамаша Кураж и её дети» Б. Брехта — Катрин
- 1961 — «Океан» А. П. Штейна — Лёля
- 1961 — «Фауст и смерть» А. С. Левада — Ирина
- 1962 — «Как поживаешь, парень?» В. Ф. Пановой — Женщина без имени
- 1963 — «Нас где-то ждут» А. Н. Арбузова — Валерка
- 1964 — «Перебежчик» А. Тур и П. Л. Тур — Домбровская
- «Медея» Еврипида — Медея
- 1966 — «Поворот ключа» М. Кундеры — Алёна Нечасова
- 1968 — «Волшебный пароль» Д. К. Орлова, Л. С. Новогрудского — Гидра контрреволюции
- 1969 — «Дети Ванюшина» С. А. Найдёнова — Клавдия
- 1971 — «Три минуты Мартина Гроу» Г. А. Боровика — Мадам
- 1972 — «Дума о Британке» Ю. И. Яновского — Ганна Иванцева
- 1974 — «Банкрот, или Свои люди — сочтёмся!» А. Н. Островского — Устинья Наумовна
- 1976 — «Долгожданный» А. Д. Салынского — Клава
- 1978 — «Чайка» А. П. Чехова — Полина Аркадьевна
- 1981 — «Игра в джин» Д. Л. Кобурна — Фонсия Дорси
- 1981 — «Кошка на раскалённой крыше» Т. Уильямса — Большая Ма
- 1983 — «Ночь ангела» А. Розанова — Антонина Романовна
- 1985 — «Летят перелётные птицы» А. М. Галина — Максимовна
- 1987 — «Жанна» А. М. Галина — Сверчкова
- 1990 — «Уроки музыки» Л. С. Петрушевской — Анна Степановна
- «Флигель» А. Буравского — Петруничева
- «Кто боится Рэя Брэдбери?» В. Е. Максимова — Горемыкина
- «Мой век» М. Лоранс — Малу
- «Королева-мать» М. Сантанелли — Реджина

### Роли в кино
- 1956 — На подмостках сцены — Сурмилова
- 1965 — Игра без правил — фройляйн Эрна Бринкель
- 1968 — Гуля Королёва (фильм-спектакль) — Мать
- 1973 — Мэгре и человек на скамейке — мадам Туре
- 1973 — Тёща — Клавдия Ивановна
- 1974 — Хождение по мукам — Ефросинья Алексеевна Квашнина
- 1975 — Ольга Сергеевна — Коллега
- 1976 — Угощаю рябиной (фильм-спектакль) — Соседка
- 1977 — Следствие ведут ЗнаТоКи. Любой ценой — Ирина Семёновна Холина
- 1978 — Эцитоны Бурчелли (фильм-спектакль) — Анна Павловна
- 1985 — Игра в джин (фильм-спектакль) — Фонсия
- 1985 — Сеанс гипнотизёра (фильм-спектакль) — Елена Константиновна Глебова
- 1989 — Кошка на раскалённой крыше (фильм-спектакль) — Большая Ма
- 1990 — Уроки музыки (фильм-спектакль) — Анна Степановна
- 1992—1997 — Мелочи жизни — Ева, журналистка

### Озвучивание
- 1946 — Похождения Насреддина — Зульфия (роль Ю. Ризаевой)
- 1977 — Шёлковая Кисточка (анимационный)